# ترمایت

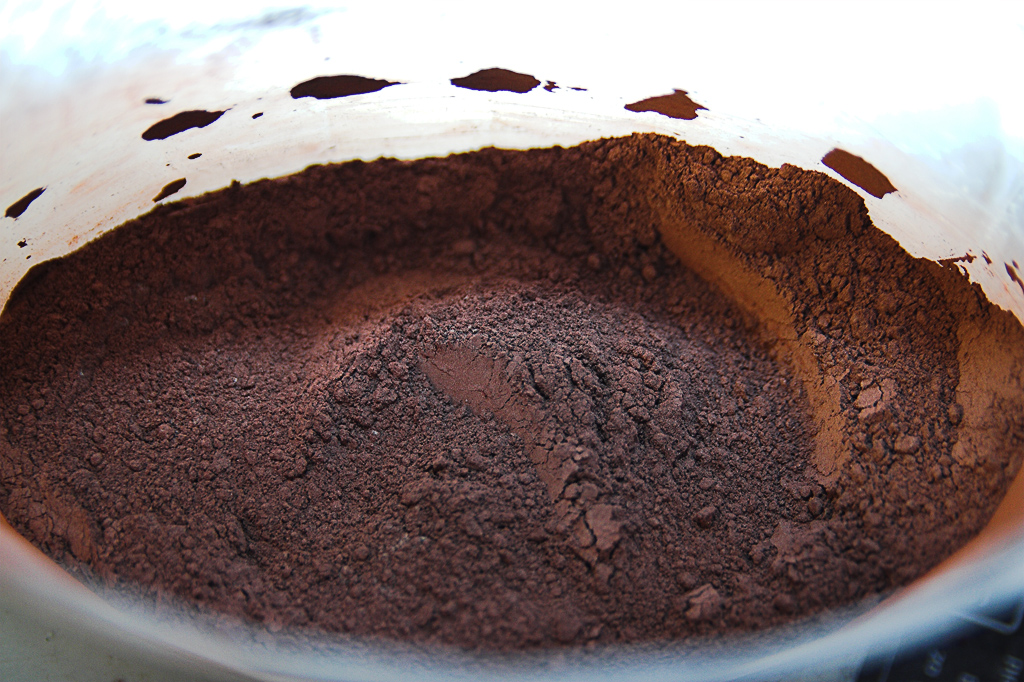
یک ترکیب ترمایت حاوی آهن (III) اکسید

ترمایت (به انگلیسی: Thermite) -که در فارسی ترمیت هم خوانده می‌شود- یک ترکیب آتش‌زا از ترکیب یک فلز و یک اکسید فلز است. زمانی که ترمیت توسط حرارت یا واکنش شیمیایی مشتعل می‌شود، تحت یک واکنش اکسایش-کاهش گرمازا قرار می‌گیرد. اکثر ترمیت‌ها انفجاری نیستند، اما می‌توانند انفجارهای کوچکی را در یک منطقه کوچک ایجاد کنند که باعث ایجاد حرارت و دمای بالا می‌شوند. واکنش ترمیت شبیه به دیگر مخلوط‌های اکسید‌کننده و سوخت مانند باروت است.
ترمیت‌ها ترکیبات متنوعی دارند. سوخت‌ها عبارتند از آلومینیوم، منیزیم، تیتانیوم، روی، سیلیسیم و بور. آلومینیوم به علت نقطه جوش بالا و قیمت پایین آن رایج است. اکسید‌کننده ها عبارتند از بیسموت(III) اکسید ، بور تری‌اکسید، دی‌اکسید سیلیسیم، کروم(III) اکسید، منگنز دی‌اکسید، اکسید آهن (III)، اکسید آهن (II, III)، مس (II) اکسید، و تترا اکسید سرب (سرنج).
این واکنش که فرایند گلدشمیت نیز نامیده می‌شود، برای جوشکاری ترمیت استفاده می‌شود که اغلب برای اتصال خطوط راه‌آهن استفاده می‌شود. ترمیت‌ها همچنین در پالایش فلزات، از کار انداختن سلاح‌ها و تسلیحات آتش‌زا مورد استفاده قرار گرفته‌اند. برخی از مخلوط‌های ترمیت به عنوان آغازگرهای آتش‌بازی در آتش‌بازی استفاده می‌شوند.

## واکنش‌های شیمیایی

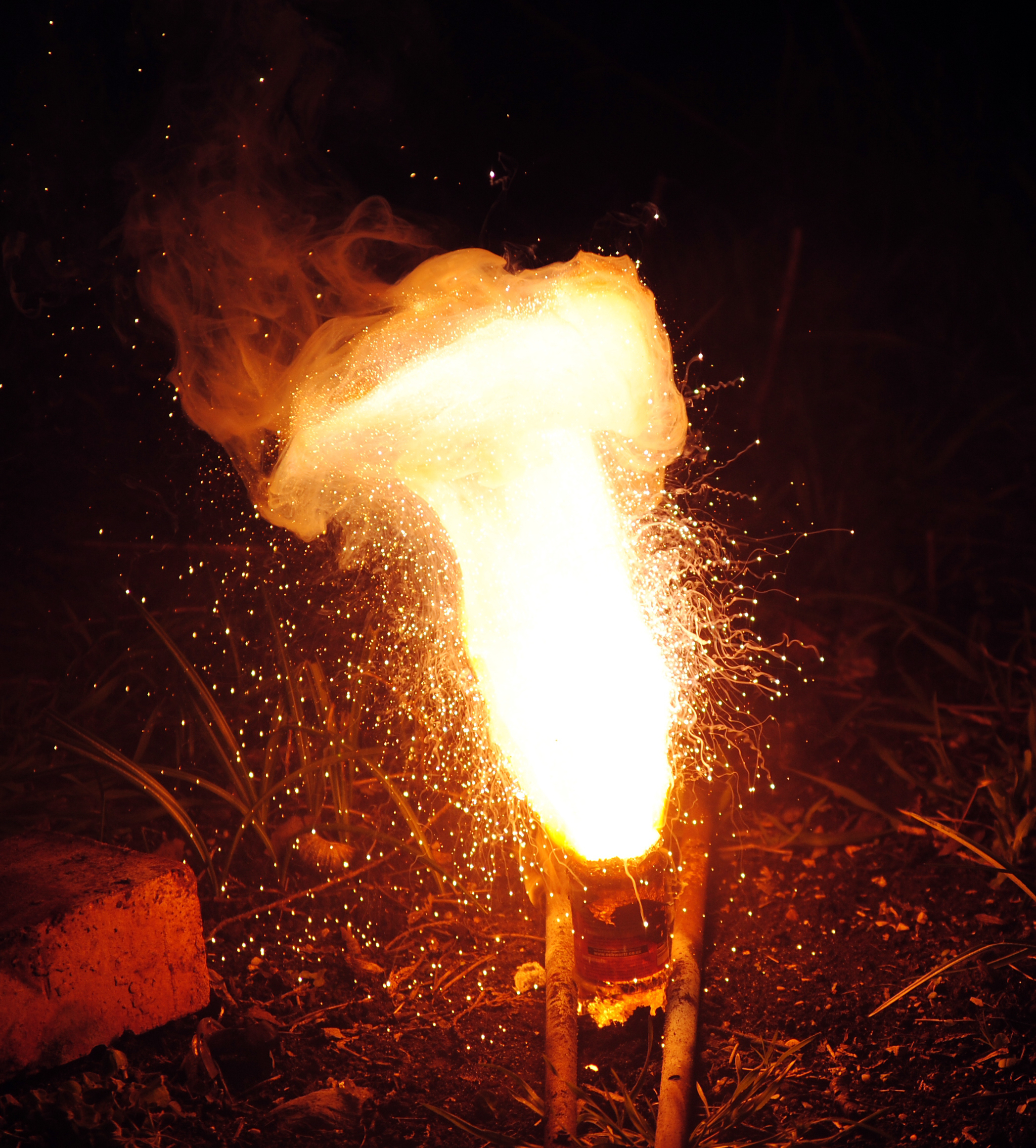
واکنش ترمیت با استفاده از اکسید آهن (III). جرقه‌هایی که به سمت بیرون پرتاب می‌شوند، گوی‌هایی از آهن مذاب هستند که دودهای دنباله‌دار را از خود به اثر می‌گذارند.

در مثال زیر، عنصر آلومینیوم اکسید فلز دیگر را کاهش می‌دهد که در این مثال رایج اکسید فلز اکسید آهن است. زیرا آلومینیوم پیوندهای قوی‌تر و پایدارتری با اکسیژن نسبت به آهن ایجاد می‌کند:
{\displaystyle {\ce {2Al + Fe2O3 -> Al2O3 + 2Fe}}}
محصولات این واکنش عبارتند از آلومینیوم اکسید، عنصر آهن  و مقدار زیادی گرما. واکنش‌دهنده‌ها معمولاً به صورت پودر هستند و با یک چسب مخلوط می‌شوند تا ماده به‌صورت جامد بماند و از جدا شدن جلوگیری شود.
می‌توان از اکسیدهای فلزی دیگر مانند اکسید کروم برای تولید فلز در شکل عنصری آن استفاده کرد. به عنوان مثال، یک واکنش ترمیت مس با استفاده از اکسید مس و آلومینیوم عنصری را می‌توان برای ایجاد اتصالات الکتریکی در فرایندی به نام جوش احتراقی استفاده کرد که مس عنصری را تولید می‌کند (ممکن است به شدت واکنش نشان دهد):
{\displaystyle {\ce {3CuO + 2Al -> 3Cu + Al2O3}}}
ترمیت‌های با ذرات نانومتری با اصطلاحات مختلفی مانند کامپوزیت‌های بین‌مولکولی متقابل،  نانوترمیت،  و مواد پرانرژی نانوکامپوزیت توصیف می‌شوند.

## تاریخچه
واکنش ترمیت در سال 1893 کشف شد و در سال 1895 توسط شیمیدان آلمانی هانس گلدشمیت (Hans Goldschmidt) ثبت شد. در نتیجه، این واکنش گاهی اوقات "واکنش گلدشمیت" یا "فرایند گلدشمیت" نامیده می شود. گلدشمیت در ابتدا به تولید فلزات بسیار خالص با اجتناب از استفاده از کربن در گدازگری علاقه داشت، اما به زودی به سودمندی ترمیت در جوشکاری پی برد.
اولین کاربرد تجاری ترمیت در جوشکاری مسیرهای تراموا در اسن در سال ۱۸۹۹ بود.

## ویژگی‌های فرایند
ترمیت‌ها با فقدان تقریباً کامل تولید گاز در حین سوختن، دمای واکنش بالا و تولید سرباره مذاب مشخص می‌شوند. سوخت باید حرارت احتراق بالایی داشته باشد و اکسیدهایی با نقطه ذوب پایین و نقطه جوش بالا تولید کند. عامل اکسنده باید حداقل ۲۵٪ اکسیژن، چگالی بالا، حرارت تشکیل کم داشته باشد و فلزی با نقطه ذوب پایین و جوش بالا تولید کند (بنابراین انرژی آزاد شده در تبخیر محصولات واکنش مصرف نمی‌شود). چسب‌های آلی را می‌توان به ترکیب اضافه کرد تا خواص مکانیکی را بهبود بخشد، اما آنها تمایل به تولید محصولات تجزیه گرماگیر دارند که باعث از دست رفتن حرارت واکنش و تولید گاز می‌شود.

### مواد واکنش

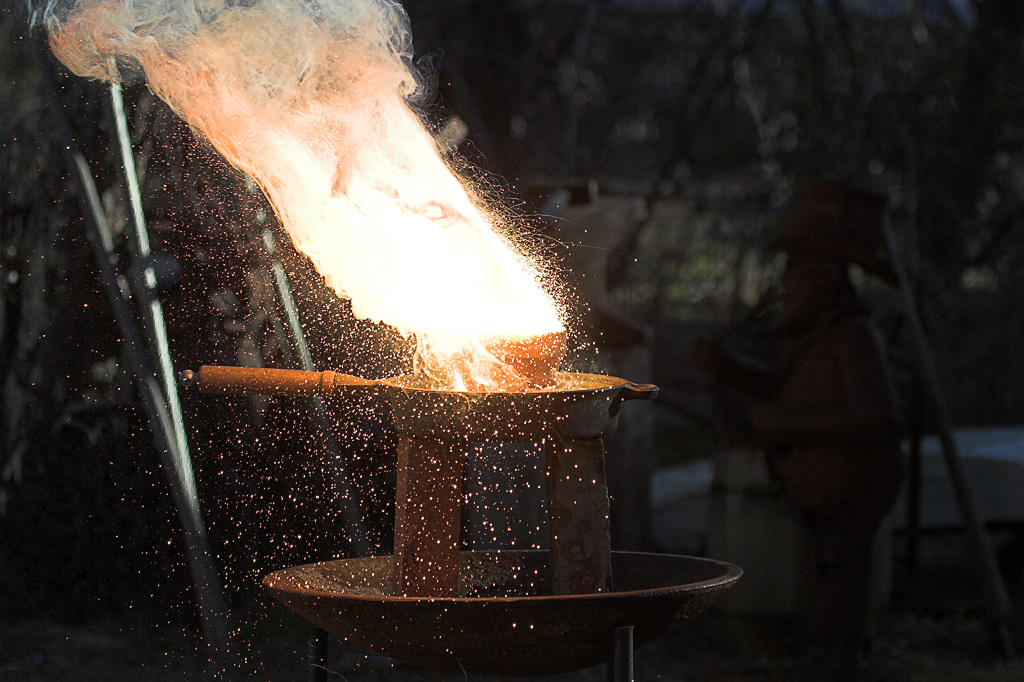
یک واکنش ترمیت که روی یک دیگچه چدنی انجام می‌شود.

اکسید آهن قرمز (Fe2O3، که معمولاً به عنوان زنگ شناخته می‌شود) رایج‌ترین اکسید آهن مورد استفاده در ترمیت است. مگنتیت نیز قابل استفاده است. اکسیدهای دیگری نیز مانند MnO2 در ترمیت منگنز، Cr2O3 در ترمیت کروم، کوارتز در ترمیت سیلیسیم، یا مس (II) اکسید در ترمیت مس، گهگاه اما فقط برای اهداف تخصصی استفاده می‌شوند. همه این نمونه‌ها از آلومینیوم به عنوان فلز واکنش‌پذیر استفاده می‌کنند. فلوئوروپلیمرها را می‌توان در فرمولاسیون‌های خاص استفاده کرد، تفلون با منیزیم یا آلومینیوم یک نمونه نسبتاً رایجی است. منیزیم/تفلون/ویتون (MTV) یکی دیگر از مواد پیرولانت این نوع است.
ترکیبی از یخ خشک (دی اکسید کربن منجمد) و عوامل‌ کاهنده مانند منیزیم، آلومینیوم و بور همان واکنش شیمیایی را که با مخلوط‌های سنتی ترمیت انجام می‌شود را دنبال می‌کنند و اکسیدهای فلزی و کربن تولید می‌کنند. با وجود دمای بسیار پایین مخلوط ترمیت یخ خشک، چنین سیستمی می تواند با شعله مشتعل شود. هنگامی که مواد به خوبی تقسیم می‌شوند، در یک لوله محصور می‌شوند و مانند مواد منفجره سنتی مسلح می‌شوند، این ترمیت بسیار سرد قابل انفجار است و بخشی از کربن آزاد شده در واکنش به شکل الماس ظاهر می‌شود.

### دما
دمای به دست آمده در طول واکنش، نتیجه را تعیین می‌کند. در حالت ایده‌آل، واکنش مذابی از فلز و سرباره که به خوبی از هم جدا شده‌اند، تولید می‌کند. در این حالت، دما باید آنقدر بالا باشد که هر دو محصول واکنش، فلز حاصل از واکنش و اکسید سوخت، ذوب شوند. در دمای خیلی پایین، واکنش مخلوطی از توده فلز به هم چسبیده و سرباره تولید می‌کند. در دمای بیش از حد بالا (بالاتر از نقطه جوش هر واکنش‌دهنده یا محصول)، واکنش منجر به تولید سریع گاز می‌شود و مخلوطِ واکنش سوزان را پراکنده می‌کند و گاهی اوقات اثراتی مشابه انفجار کم‌بازده دارد. در ترکیبات در نظر گرفته شده برای تولید فلز با واکنش آلومینوترمی، می‌توان با این اثرات مقابله کرد. دمای بسیار پایین واکنش (به عنوان مثال، هنگام تولید سیلیکون از ماسه) را می‌توان با افزودن یک عامل اکسنده مناسب (مانند گوگرد در ترکیبات آلومینیوم-گوگرد-ماسه) افزایش داد. دمای بسیار بالا را می‌توان با استفاده از یک خنک‌کننده مناسب و یا فلاکس سرباره کاهش داد. فلاکسی که اغلب در ترکیبات آماتور(غیرحرفه‌ای) استفاده می‌شود، کلسیم فلوئورید است، زیرا واکنش‌پزیری کم، نقطه ذوب نسبتاً پایین و گران‌روی مذاب پایینی در دماهای بالا دارد (بنابراین سیالیت سرباره افزایش می‌یابد) و یک یوتکتیک با آلومینا تشکیل می‌دهد. با این حال، فلاکس بیش از حد، واکنش‌دهنده‌ها را تا حدی رقیق می‌کند که قادر به حفظ احتراق نیستند. نوع اکسید فلز نیز تأثیر چشمگیری بر میزان انرژی تولید شده دارد. هر چه اکسید بیشتر باشد، مقدار انرژی تولید شده نیز افزایش می‌یابد. یک مثال خوب، تفاوت بین منگنز (IV) اکسید و منگنز (II) اکسید است، که در اولی دمای بسیار بالایی تولید می‌شود و دومی به سختی قادر به حفظ احتراق است. برای دستیابی به نتایج خوب، می‌توان از مخلوطی از هر دو اکسید با نسبت مناسب استفاده کرد.

### سرعت
سرعت واکنش را می‌توان با اندازه ذرات تنظیم کرد. ذرات درشت‌تر از ذرات ریزتر کندتر می‌سوزند. این اثر با ذراتی که برای شروع واکنش نیاز به حرارت دادن برای رسیدن به دمای بالاتر دارند، آشکارتر است. این اثر در نانوترمیت‌ها به حداکثر می‌رسد.
دمای به دست آمده در واکنش با شرایط آدیاباتیک، زمانی که هیچ گرمایی به محیط داده نمی‌شود و هدر نمی‌رود، با استفاده از قانون هس - با محاسبه انرژی تولید شده توسط خود واکنش (کم کردن آنتالپی واکنش‌دهنده‌ها از آنتالپی محصولات) و کم کردن انرژی مصرف شده توسط گرم کردن محصولات (از گرمای ویژه آنها، زمانی که مواد فقط دمای خود را تغییر می دهند، و آنتالپی ذوب آنها و در نهایت آنتالپی تبخیر، زمانی که مواد ذوب می‌شوند یا می‌جوشند). در شرایط واقعی، واکنش گرمای خود را با انتقال به محیط از دست می‌دهد، بنابراین دمای به دست آمده تا حدودی کمتر است. سرعت انتقال حرارت محدود است، بنابراین هرچه واکنش سریعتر باشد، به شرایط آدیاباتیک نزدیکتر می‌شود و دمای به دست آمده بالاتر می‌رود.

## انواع

### ترمیت آلومینیوم
به‌طور نظری، هر فلز را می‌توان به جای آلومینیوم استفاده کرد. اما در واقعیت این کار به ندرت انجام می‌شود، زیرا خواص آلومینیوم برای این واکنش تقریبا ایده‌آل است:
- از ارزان‌ترین فلزات با واکنش‌پذیری بالا است.
- یک لایه غیرفعال‌سازی را تشکیل می‌دهد که کار با آن را ایمن‌تر از بسیاری از فلزات واکنش‌پذیر دیگر می‌کند.[۲۰]
- نقطه ذوب نسبتا پایین آن (۶۶۰ درجه سانتیگراد) باعث می‌شود که فلز به راحتی ذوب شود، به‌طوری که واکنش می‌تواند عمدتاً در فاز مایع رخ دهد، بنابراین واکنش نسبتاً سریع پیش می‌رود.
- نقطه جوش بالای آن (۲۵۱۹ درجه سانتیگراد) باعث می‌شود که واکنش بتواند به دماهای بسیار بالایی برسد، از آنجایی که برخی فرایندها تمایل دارند حداکثر دما را دقیقاً زیر نقطه جوش محدود کنند. چنین نقطه جوش‌های بالا در میان فلزات واسطه رایج است (به عنوان مثال، آهن و مس به ترتیب در دمای ۲۸۸۷ و ۲۵۸۲ درجه سانتیگراد می‌جوشند)، اما به ویژه در میان فلزات بسیار واکنش‌پذیر غیر‌معمول است. (مثلاً به ترتیب منیزیم و سدیم که در ۱۰۹۰ و ۸۸۳ درجه می‌جوشند).
- به‌ علاوه، چگالی کم اکسید آلومینیوم که ناشی از واکنش ایجاد می‌شود، باعث می‌شود که روی فلز خالص حاصل شناور بماند. این امر به ویژه برای کاهش آلایندگی در یک جوش مهم است.

اگرچه واکنش‌دهنده‌ها در دمای اتاق پایدار هستند، اما هنگامی که تا دمای اشتعال حرارت داده می‌شوند، با یک واکنش گرماده شدید می‌سوزند. محصولات به دلیل دمای بالا (تا ۲۵۰۰ درجه سانتیگراد با اکسید آهن (III)) به صورت مایع ظاهر می‌شوند، اگرچه دمای واقعی بدست آمده بستگی به سرعت فرار گرما به محیط اطراف دارد. ترمیت حاوی منبع اکسیژن مخصوص به خود است و به هیچ منبع خارجی هوا نیاز ندارد. در نتیجه، نمی‌توان آن را محبوس کرد و ممکن است در هر محیطی که گرمای اولیه کافی داشته باشد مشتعل شود. هنگامی که خیس است به خوبی می سوزد و نمی توان آن را به راحتی با آب خاموش کرد، اگرچه مقدار آب کافی برای حذف گرمای کافی ممکن است واکنش را متوقف کند. آب با مقادیر کم قبل از رسیدن به واکنش می‌جوشد. با این حال، ترمیت برای جوشکاری زیر آب استفاده می‌شود.

### ترمیت آهن
رایج‌ترین ترکیب ترمیت آهن است. عامل اکسنده مورد استفاده معمولا یا اکسید آهن (III) یا اکسید آهن (II,III) است. اولی گرمای بیشتری تولید می‌کند. احتراق دومی احتمالاً به دلیل ساختار کریستالی اکسید آسان است. افزودن اکسیدهای مس یا منگنز می‌تواند به‌طور قابل توجهی سهولت اشتعال را بهبود بخشد. چگالی ترمیت تهیه شده اغلب به ۰٫۷ گرم بر سانتی‌متر مکعب می‌رسد. این مقدار کم چگالی، به نوبه خود، منجر به چگالی انرژی نسبتاً ضعیف (حدود ۳ کیلوژول بر سانتی‌متر مکعب)، زمان سوختن سریع، و افشانه آهن مذاب به دلیل انبساط هوای محبوس می‌شود. ترمیت را می‌توان با چگالی بالا به اندازه ۴٫۹ گرم بر سانتی‌متر مکعب (تقریبا ۱۶ کیلوژول بر سانتی‌متر مکعب) با سرعت سوختن آهسته (حدود ۱ سانتی‌متر بر ثانیه) متراکم کرد. ترمیت فشرده قدرت ذوب بالاتری دارد، یعنی می‌تواند یک فنجان فولادی را در جایی که ترمیت با چگالی کم از بین می‌رود، ذوب کند. ترمیت آهن با مواد افزودنی یا بدون آنها را می‌توان به دستگاه‌های برش که دارای پوشش مقاوم در برابر حرارت و یک نازل هستند، فشار داد. ترمیت آهن متعادل شده با اکسیژن (2Al + Fe2O3) دارای حداکثر چگالی نظری ۴٫۱۷۵ گرم بر سانتی‌متر مکعب است و دمای شعله آدیاباتیک ۳۱۳۵ کلوین یا ۲۸۶۲ درجه سانتیگراد یا ۵۱۸۳ درجه فارنهایت (شامل انتقال فاز، محدود شده توسط آهن، که در دمای ۳۱۳۵ کلوین می‌جوشد) است. اکسید (برای مدت کم) مذاب است و آهن تولید شده عمدتاً مایع است که بخشی از آن به صورت گازی است - در هر کیلوگرم ترمیت ۷۸٫۴ گرم بخار آهن تولید می‌شود. محتوای انرژی ۹۴۵٫۴ کالری بر گرم (۳۹۵۶ ژول بر گرم) است. چگالی انرژی ۱۶۵۱۶ ژول بر سانتی‌متر مکعب است.
ترکیب اصلی که اختراع شد، از اکسید آهن به صورت پوسته نورد استفاده می‌کرد. احتراق این ترکیب بسیار دشوار بود.

### ترمیت مس
ترمیت مس را می‌توان با استفاده از اکسید مس (I) (Cu2O، قرمز) و مس(II) اکسید (CuO، سیاه)، تهیه کرد. سرعت سوختن بسیار بالا است و نقطه ذوب مس نسبتاً پایین است، بنابراین واکنش مقدار قابل‌توجهی مس مذاب را در مدت زمان بسیار کوتاهی تولید می‌کند. واکنش‌های ترمیت مس (II) می‌تواند به قدری سریع باشد که می‌توان آن را نوعی پودر فلاش در نظر گرفت. انفجاری ممکن است رخ دهد که افشانه قطرات مس را به فواصل قابل توجهی بفرستد. مخلوط متعادل شده با اکسیژن دارای حداکثر چگالی نظری ۵٫۱۰۹ گرم بر سانتی‌متر مکعب، دمای شعله آدیاباتیک ۲۴۸۳ کلوین (شامل انتقال فاز) با اکسید آلومینیوم مذاب و مس در هر دو شکل مایع و گاز است. ۳۴۳ گرم بخار مس در هر کیلوگرم از این ترمیت تولید می‌شود. محتوای انرژی ۹۷۴ کالری بر گرم است.
ترمیت مس (I) در مصارف صنعتی در جوشکاری هادی‌های مسی ضخیم (جوش احتراقی) استفاده می‌شود. مخلوط متعادل شده با اکسیژن دارای حداکثر چگالی نظری ۵٫۲۸۰ گرم بر سانتی‌متر مکعب، دمای شعله آدیاباتیک ۲۸۴۳ کلوین (شامل انتقال فاز) با اکسید آلومینیوم مذاب و مس در هر دو شکل مایع و گاز است. ۷۷٫۶ گرم بخار مس در هر کیلوگرم از این ترمیت تولید می شود. محتوای انرژی ۵۷۵٫۵ کالری بر گرم است.

### ترمات
ترکیب ترمات یک ترمیت غنی شده با یک اکسنده مبتنی بر نمک (معمولاً نیترات‌ها، به عنوان مثال، نیترات باریم، یا پراکسیدها) است. برخلاف ترمیت‌ها، ترمات‌ها با خروج شعله و گازها می‌سوزند. وجود عامل اکسنده باعث می‌شود که مخلوط آسان‌تر مشتعل شود و نفوذ هدف توسط ترکیب سوزانده شده را بهبود می‌بخشد، زیرا گاز تکامل‌یافته سرباره مذاب را بیرون می‌زند و باعث هم‌ زدن مکانیکی می‌شود. این نوع مکانیزم ترمات را برای اهداف آتش‌زا و برای تخریب اضطراری تجهیزات حساس (مانند دستگاه‌های رمزنگاری) مناسب‌تر از ترمیت می‌کند، زیرا اثر ترمیت بیشتر موضعی است.

## احتراق

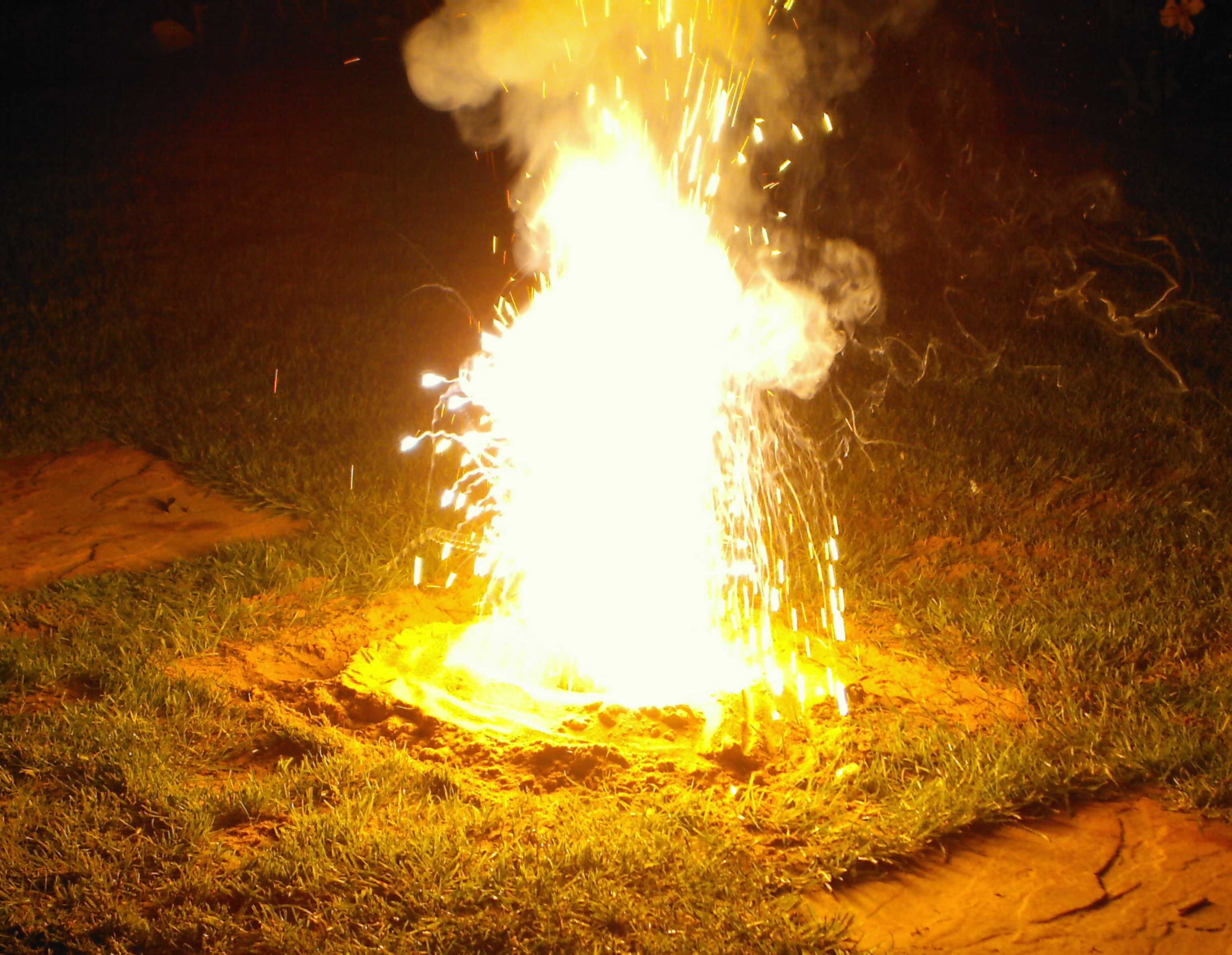
واکنش ترمیت با استفاده از اکسید آهن (III)

احتراق یک واکنش ترمیت به‌طور معمول نیاز به یک جرقه (فشفشه) یا نوار منیزیمی دارد که به راحتی قابل دستیابی است، اما ممکن است به تلاش‌های مداوم نیاز داشته باشد، زیرا احتراق می‌تواند غیرقابل اطمینان و غیرقابل پیش‌بینی باشد. این دماها را نمی‌توان با فیوزهای باروت مرسوم، میله‌های نیتروسلولز، چاشنی‌ها، آغازگرهای آتش‌بازی، یا سایر مواد اشتعال‌زا معمولی بدست آورد.
اغلب از نوارهای فلزی منیزیم به عنوان فیوز استفاده می‌شود. از آنجایی که فلزات بدون انتشار گازهای خنک‌کننده می‌سوزند، به‌طور بالقوه می‌توانند در دمای بسیار بالا بسوزند. فلزات واکنش‌پذیر مانند منیزیم می‌توانند به راحتی به دمای کافی برای احتراق ترمیت برسند. احتراق منیزیمی در بین کاربران مبتدی ترمیت محبوب است، زیرا عمدتاً این احتراق به راحتی قابل انجام است، اما اگر یک قطعه از نوار سوزان در مخلوط بیفتد، احتراق زودرس ایجاد می‌شود.

## کاربردهای غیرنظامی

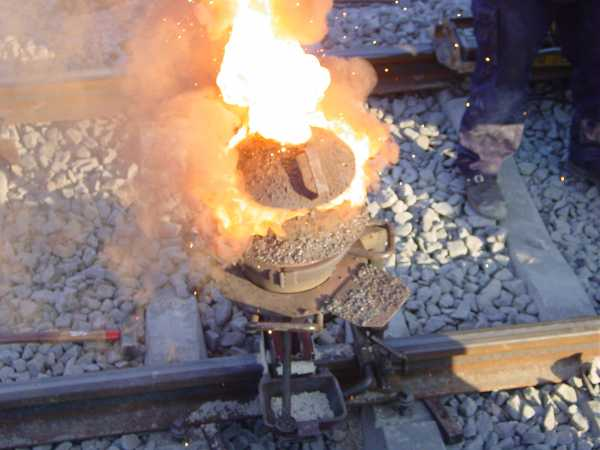
واکنش ترمیت برای جوشکاری راه آهن: پس از مدت کوتاهی، آهن مایع به داخل قالب اطراف شکاف ریل جریان می‌یابد.

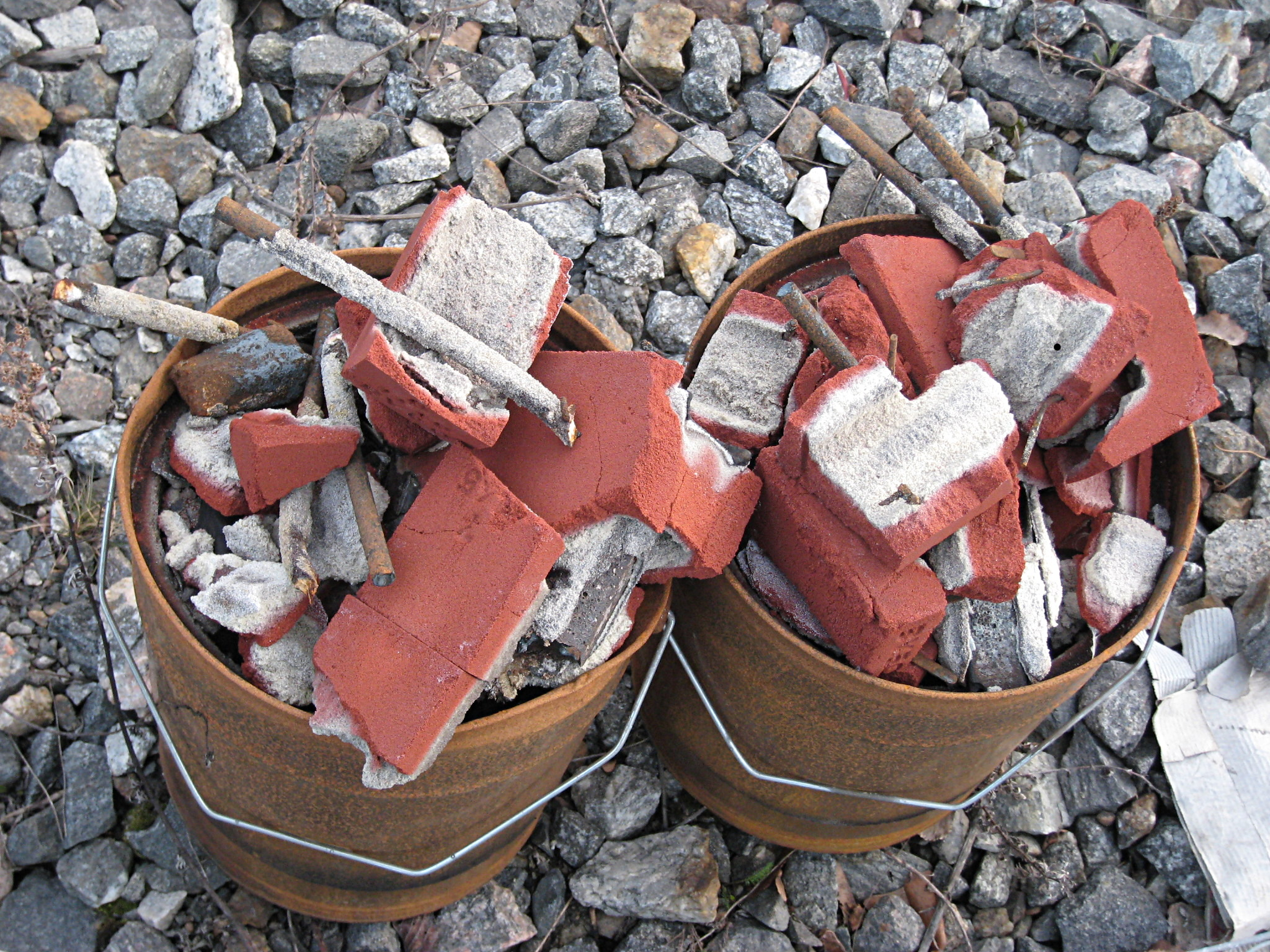
بقایای قالب‌های سرامیکی برای جوشکاری ترمیت، که توسط کارگران راه‌آهن در نزدیکی ایستگاه تراموا Årstafältet در استکهلم، سوئد به جا مانده است، گاهی اوقات در کنار ریل‌ها یافت می‌شود.

ترمیت ممکن است برای تعمیر با جوشکاری در محل مقاطع فولادی ضخیم مانند قاب‌های محور لوکوموتیو که تعمیر می‌تواند بدون برداشتن قطعه از محل نصب آن انجام شود، استفاده شود.
ترمیت را می‌توان برای برش یا جوشکاری سریع فولاد مانند خطوط راه آهن، بدون نیاز به تجهیزات پیچیده یا سنگین استفاده کرد. با این حال، عیوب مانند آخال‌های سرباره و حفره‌ها (سوراخ‌ها) اغلب در چنین اتصالات جوش‌کاری وجود دارند، بنابراین برای اجرای موفقیت‌آمیز فرایند به دقت زیادی نیاز است. تحلیل عددی جوشکاری ترمیت ریل‌ها مشابه با تحلیل خنک‌کاری ریخته‌گری انجام شده است. هم تحلیل اجزاء محدود و هم تحلیل تجربی جوش‌های ریل ترمیت نشان داده‌اند که درز جوش تاثیرگذارترین پارامتر در تشکیل عیوب است.
افزایش شکاف جوش باعث کاهش تشکیل حفره انقباضی و عیوب جوشکاری سرد جوشی می‌شود و افزایش دما پیش‌گرما و دمای ترمیت این عیوب را بیشتر کاهش می‌دهد. با این حال، کاهش این عیوب شکل دومی از نقص را ترویج می‌کند: میکروپوروزیتی (تخلخل‌های میکرو). همچنین باید مراقب بود که ریل‌ها مستقیم باقی بمانند، بدون اینکه منجر به درزهای فرورفته شود، که می‌تواند باعث ساییدگی در خطوط با سرعت بالا و بار محور سنگین شود.
واکنش ترمیت، زمانی که برای خالص‌سازی سنگ معدن برخی از فلزات استفاده می‌شود، فرایند ترمیت یا واکنش آلومینوترمی نامیده می‌شود.
ترمیت مس برای جوش دادن سیم‌های مسی ضخیم به منظور اتصالات الکتریکی به یکدیگر استفاده می‌شود. این ترمیت به‌طور گسترده توسط تاسیسات برق و صنایع مخابرات (اتصالات جوش احتراقی) استفاده می‌شود.

## کاربردهای نظامی
نارنجک‌های دستی و خمپاره‌های ترمیتی معمولاً توسط نیروهای مسلح، هم در تدارکات غیرجنگی و هم در تخریب جزئی تجهیزات استفاده می‌شود. مورد دوم زمانی که روش‌های مطمئن‌تر یا دقیق‌تر در دسترس نباشد، رایج است. به عنوان مثال، ترمیت را می‌توان برای تخریب اضطراری تجهیزات رمزنگاری استفاده کرد، در صورتیکه خطر دستگیر شدن آنها توسط نیروهای دشمن وجود داشته باشد. از آنجایی که ترمیت آهن استاندارد به سختی مشتعل می‌شود، عملاً بدون شعله می‌سوزد و اثر شعاعی کمی دارد، بنابراین ترمیت استاندارد به ندرت به تنهایی به عنوان یک ترکیب آتش‌زا استفاده می‌شود. به‌طور کلی، افزایش حجم محصولات واکنش گازی یک ترکیب ترمیت، سرعت انتقال حرارت (و در نتیجه میزان آسیب) ترکیب ترمیت مورد نظر را افزایش می‌دهد. معمولاً همراه با مواد دیگری که اثرات آتش‌زا آن را افزایش می‌دهند، استفاده می‌شود. ترمات TH3 مخلوطی از ترمیت و افزودنی‌های آتش‌بازی است که نسبت به ترمیت استاندارد برای اهداف آتش‌زا مناسب‌تر است. ترکیب وزنی آن به‌طور کلی حدود ۶۸٫۷٪ ترمیت، ۲۹٫۰٪ نیترات باریم، ۲٫۰٪ گوگرد، و ۰٫۳٪ از یک چسب (مانند PBAN) است. افزودن نیترات باریم به ترمیت اثر حرارتی آن را افزایش می‌دهد، شعله بزرگتری تولید می‌کند و دمای اشتعال را به میزان قابل توجهی کاهش می‌دهد. اگرچه هدف اصلی ترمات TH3 توسط نیروهای مسلح به عنوان یک سلاح آتش‌زا در تدارکات غیرجنگی است، اما در جوشکاری اجزای فلزی به یکدیگر نیز کاربرد دارد.

## خطرات

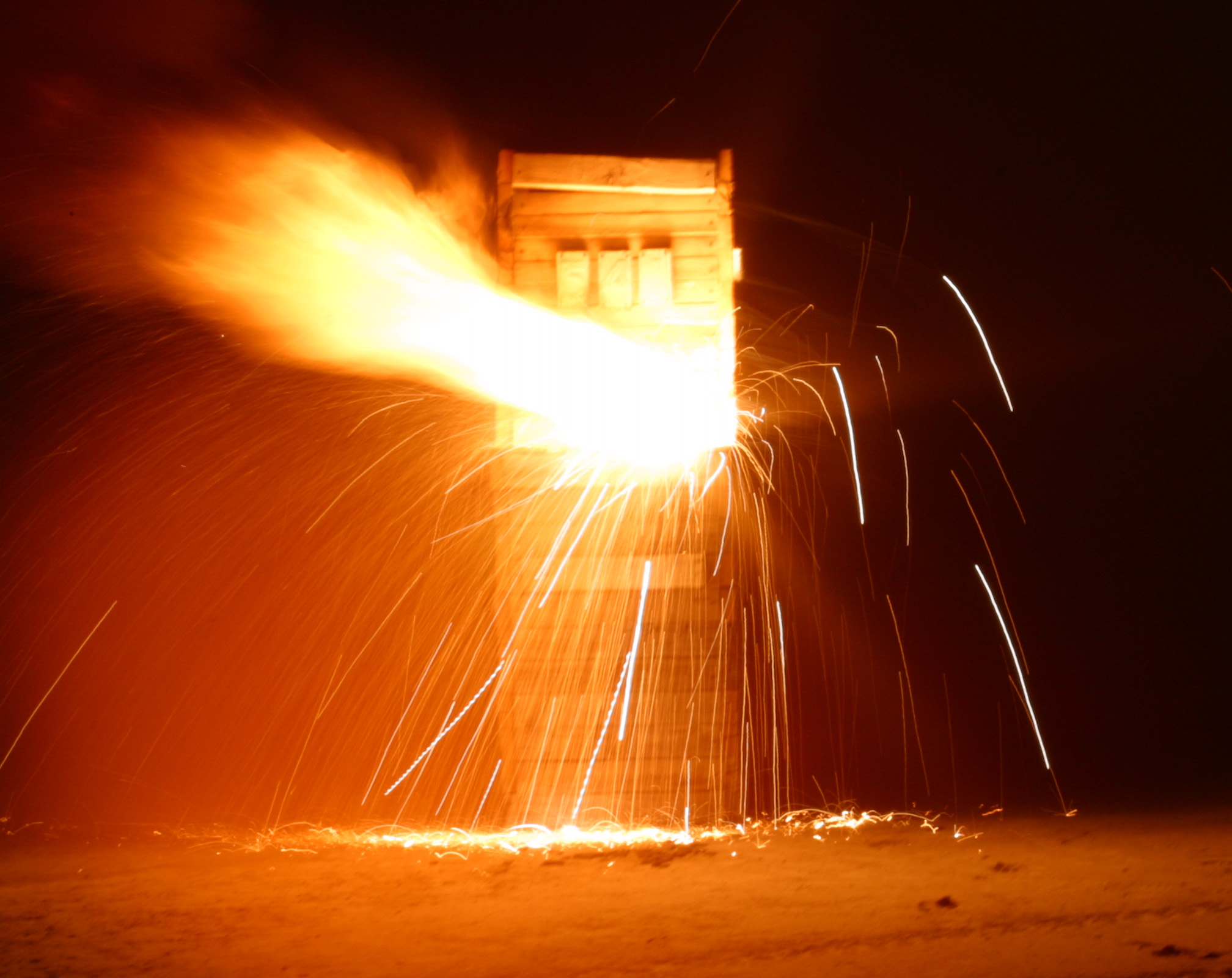
اثرات و واکنش‌های شدید ترمایت

استفاده از ترمایت به دلیل تولید شدن دمای بسیار بالا و همچنین سخت بودن خاموش کردن و خنک کردن دمای فوق، بسیار خطرآفرین است. جریان های کوچک از آهن ذوب شده بر اثر واکنش‌ها می‌تواند فاصله قابل توجهی را طی کند و ممکن است باعث ذوب شدن مواد و ظروف فلزی سر راهی و همچنین آتش گرفتن محتوای آنها شود.
به علاوه، فلزات اشتعال‌پذیر با نقاط جوش پایین مانند روی (با نقطه جوش ۹۰۷ درجه سانتی‌گراد، که تقریباً ۱,۳۷۰ درجه سانتی‌گراد پایین تر از دمای سوختن ترمایت هست) اگر در نزدیکی واکنش ترمایت قرار بگیرند می توانند به‌طور بسیار شدید ذرات فلز گلوله شده داغ را در هوا و محیط اطراف بپاشد.
اگر به دلایلی ترمیت به مواد آلی، اکسیدهای هیدراته و سایر ترکیباتی که قادر به تولید گاز در اثر حرارت یا واکنش با اجزای ترمیت هستند آلوده شده باشد، محصولات واکنش ممکن است به افشانه تبدیل شوند. علاوه بر این، اگر مخلوط ترمیت دارای فضاهای خالی کافی با هوا باشد و به اندازه کافی سریع بسوزد، هوای فوق گرم نیز ممکن است باعث پاشش مخلوط شود. به همین دلیل استفاده از پودرهای نسبتاً خام ترجیح داده می‌شود، بنابراین سرعت واکنش متوسط است و گازهای داغ می‌توانند از منطقه واکنش خارج شوند.

## مطالعه بیشتر
- L. L. Wang, Z. A. Munir and Y. M. Maximov (1993). "Thermite reactions: their utilization in the synthesis and processing of materials". Journal of Materials Science. 28 (14): 3693–3708. Bibcode:1993JMatS..28.3693W. doi:10.1007/BF00353167. S2CID 96981164.
- M. Beckert (2002). "Hans Goldschmidt and the aluminothermics". Schweissen und Schneiden. 54 (9): 522–526.